# Cabo Blanc-Nez
El cabo Blanc-Nez (Blanc-Nez "nariz blanca") (holandés Blankenesse) es un cabo de la costa francesa del Canal de la Mancha, conocido en esta zona como la Côte d'Opale, en la región de Hauts-de-France, en el norte de Francia. Se encuentra al sur de Calais. Junto con el cabo Gris-Nez, forma la "zona de los dos cabos" (site de deux Caps), que se completa al sur con Boulogne-sur-Mer.
El cabo Blanc-Nez está formado por roca caliza y marga y tiene vertientes escarpadas hacia el mar. En la cima (132 m) hay búnkeres de la Segunda Guerra Mundial y un obelisco. El obelisco se erigió en honor de la patrulla británica de Dover de la Primera Guerra Mundial. El búnker fue construido por las fuerzas de ocupación del Reich alemán nazi y forma parte de un complejo con la instalación de radar "Würzburg Riese" y la "Lindenmann-Batterie" en la vecina Sangatte. Las huellas de las batallas de la Segunda Guerra Mundial en este lugar de gran importancia estratégica también pueden verse en los numerosos cráteres de bombas, que aún son claramente visibles. En un día claro, se pueden ver claramente los acantilados de Dover por encima del Estrecho de Dover, el cabo Gris-Nez y la Bahía de Wissant al sur.

## Renaturalización de la punta del cabo
Gracias a las grietas y pequeñas cuevas de la pared calcárea, las rocas son un importante lugar de anidación para muchas aves, como grajillas, martinetes, fulmares, cernícalos, gaviotas, charranes y gaviotas argénteas. En 2006, en el marco de un proyecto de renaturalización, se eliminó por completo parte de la carretera asfaltada que conduce a la cima y las plazas de aparcamiento que había en ella. A cambio, se amplió considerablemente un aparcamiento situado a unos 300 metros en el interior.